# Eugenio Alberti
Eugenio Alberti (Palazzolo sull'Oglio, 25 dicembre 1951) è un cantante italiano.
Partecipò al Festival di Sanremo 1975 con la canzone Decidi tu per me. Conquistò l'accesso alla serata finale, riservata a 12 brani, senza superare l'ulteriore eliminatoria per rientrare tra i primi 6.